# Send Me an Angel
Send Me an Angel е „мощна рок балада“ на германската рок група „Скорпиънс“, издадена на 17 септември 1991 г., като четвърти сингъл от единадесетия студиен албума на групата Crazy World (1990), издаден от звукозаписната компания „Мъркюри Рекърдс“. Текстът е написан от Клаус Майне, а музиката е композирана от Рудолф Шенкер, Send Me an Angel е песен, в която се пее за човек, който се обръща към починал негов близък, опитвайки се да се свърже с него, през отвъдното.
Send Me an Angel е издадена като сингъл в различни държави по света, в няколко варианта, с различни обложки: CD сингъл формат, заедно с Wind of Change (руско-английска версия и записана на живо) и Tease Me Please Me; 7-инчова грамофонна плоча, където на обратната Б страна е Wind of Change; 12-инчова грамофонна плоча с песните от CD сингъла и Lust Or Love (записана на живо), както и на аудиокасета. Въпреки че е една от най-успешните песни от албума, Send Me an Angel е част само от три концерта на „Скорпиънс“ по време на световното концертно турне Crazy World Tour (1990 - 1991) и до 2000 г. почти не попада в концертните изпълнения на групата. След 2000 г., тя започва да се изпълнява много по често и е включена албумите Moment of Glory (2000), записаните на живо - Acoustica (2001), Live 2011 - Get Your Sting & Blackout (2011) и MTV Unplugged in Athens (2013).
Оригиналната обложка на сингъла включва женски ангел с горящи крила, пред който са снимани музиканите от „Скорпиънс“, като през 1994 г., „Блек Сабат“ издават албума Cross Purposes, на чиято обложка е изобразен същият ангел.

## Музикален клип
Групата записва и издава музикален видеоклип през 1991 г., режисиран от Майерт Авис. В клипа са включени кадри на групата, изпълняваща песента, смесени с фонове от пейзажа на долината на паметниците разположени в колорадското плато в САЩ. Официалният видеоклип към песента, е второто най-често гледаното видео на групата в „Ютюб“ с повече от 200 милиона гледания.

## Други версии
През 2000 г. заедно с Дзукеро на вокалите, Send Me an Angel е включена в студийните записи за албума записан от „Скорпиънс“ и Берлинският филхармоничен оркестър Moment of Glory, издаден същата година. След това е част от записаните на живо: акустичният Acoustica (2001), Live 2011 - Get Your Sting & Blackout (2011), както и във втория акустичен албум на „Скорпиънс“ MTV Unplugged in Athens (2013). Освен това песента е записвана и от други изпълнители, като например германския органист Клаус Вундерлих за албума си Keys for Lovers (1995). През 2007 г., групата за електронна музика Слиптийф заедно с певицита Кристи Тирск записват „Send Me an Angel“ за албума си The Dawnseeker, която версия се появява по-късно в сериала Забравени досиета (сезон 2; еп. 5).
През 2010 г. шведската певица София Каарлсън изпълнява песента с поп групата Августфамилжен. Две години по-късно, австралийските сестри Габриел и Абигейл Щалшмид изпълняват симфоничната версия със съдействието на Грейс Баудън, финалист на Австралия търси талант през 2008 г. През 2013 г. френската група Кактус Прожект прави кавър на песента за първия си видеоклип, докато близначките Камил и Кенерли Кит включват своя версия в дебютния си албум Harp Attack. Пуерториканският певец Деди Янки използва инструменталната част от песента за песента си Pray for Me през 2014 година, а италианската певица Емануела Мароне записва текстът на италиански език, чиято версия по-късно е включена в епизод от поредицата Галактическият свят на Алиса.

## Списък с песните
| 1. Send Me An Angel (Клаус Майне и Рудолф Шенкер) 2. Wind Of Change (Руско-английска версия) (Клаус Майне) | 1. Send Me An Angel - 4:00 2. Wind Of Change (Руско-английска версия) - 5:13 3. Tease Me Please Me (На живо) - 4:45 4. Lust Or Love (На живо) - 5:42 1. Send Me An Angel 2. Wind Of Change (Руско-английска версия) |

## Позиция в класациите
| Година | Класация                                  | Позиция |
| ------ | ----------------------------------------- | ------- |
| 1991   | Белгия (Фландрия)                         | 4       |
| 1991   | Нидерландия (Топ 40)                      | 4       |
| 1991   | Нидерландия (Сингли топ 100)              | 4       |
| 1991   | Швеция                                    | 4       |
| 1991   | Германия                                  | 5       |
| 1991   | Австрия                                   | 8       |
| 1991   | САЩ (Рок песни)                           | 8       |
| 1991   | Франция                                   | 8       |
| 1991   | Швейцария                                 | 14      |
| 1991   | Канада                                    | 19      |
| 1991   | Обединеното кралство (Ю Кей Сингълс Чарт) | 27      |
| 1992   | САЩ (Билборд Хот 100)                     | 44      |

| Класация (1991)                           | Позиция |
| ----------------------------------------- | ------- |
| Белгия (Фландрия)                         | 27      |
| Нидерландия (Топ 40)                      | 34      |
| Нидерландия (Сингли топ 100)              | 48      |
| Германия (Официална класация на Германия) | 74      |
| Европа (Европа топ 100 сингли)            | 88      |

## Музиканти
- Клаус Майне – вокали
- Рудолф Шенкер – китари
- Матиас Ябс – китари
- Франсис Буххолц – електическа бас китара
- Херман Раребел – барабани